# Grylloblatta chirurgica
Grylloblatta chirurgica é uma espécie de insecto da família Grylloblattidae.
É endémica dos Estados Unidos da América.